# Mogán
Mogán és un municipi de l'illa de Gran Canària, a les illes Canàries. Es localitza en una bella vall que s'estén des del barranc del Mulato fins a la costa. En el litoral es troba el seu històric port pesquer, en el passat únic mitjà de comunicació amb la resta de l'illa.

## Economia
La connexió amb la xarxa de carreteres del litoral grancanario va ser el principal factor que va promoure la substitució de la tradicional economia agrícola-pesquera del municipi per la seva actual activitat turística, concentrada en el port de Mogán. No obstant això, l'agricultura no s'ha abandonat: els cultius tradicionals han estat substituïts per altres més rendibles, com les fruites tropicals destinades a l'exportació. El poble de Mogán és parada per a qui es dirigeixen al, o venen del, municipi veí de La Aldea de San Nicolás.

## Població
| Any  | Població | Densitat   |
| ---- | -------- | ---------- |
| 1991 | 8.688    | -          |
| 1996 | 10.398   | -          |
| 2001 | 12.444   | 72,34/km²  |
| 2002 | 15.935   | -          |
| 2003 | 15.932   | 98,06/km²  |
| 2004 | 15.176   | 88,17/km²  |
| 2006 | 16.569   | 96,09/km²  |
| 2007 | 18.547   | 107,56/km² |

## Entitats de població
- Veneguera
- Playa de Mogán
- Tauro
- Puerto Rico
- Arguineguín
- Barranquillo Andrés
- Soria
- Mogán (casc)

## Història
El 23 de gener de 2007, l'alcalde José Francisco González (PPC) va ser detingut per presumpta prevaricació i malversació de fons públics. Diversos mesos després, el 27 de maig, la llista electoral que liderava va assolir la majoria absoluta en les eleccions municipals i locals. En l'estiu d'aquest mateix any, Mogán va ser un dels municipis més afectats pel gran incendi que va assotar al centre i sud de Gran Canària.